# جام حذفی فوتبال بلغارستان
 جام حذفی فوتبال بلغارستان  (به بلغاری: Купа на България) مسابقاتی است که به صورت حذفی در کشور بلغارستان از سال ۱۹۳۸ تاکنون برگزار می‌شود. این جام از ۴۵ تیم که از سراسر کشور بلغارستان در آن شرکت می‌کنند برگزار می‌شود.
باشگاه فوتبال لفسکی صوفیه با ۲۶ قهرمانی پرافتخارترین تیم این سری مسابقات به حساب می‌آید.

## پرافتخارترین باشگاه‌ها
| باشگاه          | قهرمانی |
| --------------- | ------- |
| لفسکی صوفیه     | ۲۶      |
| زسکا صوفیه      | ۲۱      |
| اسلاویا صوفیه   | ۸       |
| لیتکس لووچ      | ۴       |
| لوکوموتیو صوفیه | ۴       |
| بوتو پلوودیو    | ۳       |